# South Queensland Crushers
Les South Queensland Crushers étaient un club professionnel australien de rugby à XIII basé à Brisbane, dans l'État du Queensland. Ils ont évolué dans le championnat de Nouvelle-Galles du Sud en 1995 puis en Australian Rugby League (ARL) en 1996 et 1997, ils ne sont donc jamais qualifiés en phase finale. 

## Histoire
Le club est fondé en 1992, fruit de la volonté du championnat de Nouvelle-Galles du Sud de renforcer la place du rugby à XIII à Brisbane. Cette équipe en trois saisons terminent à deux reprises dernière. En 1997, elle reste en ARL contrairement aux Brisbane Broncos qui rejoignent la Super League. Cependant, lors de la réunification de l'ARL et de la Super League qui donne naissance au National Rugby League, les South Queensland Crushers sont exclus de la compétition avec une dette qui s'élève à trois millions de dollars australiens malgré une tentative avortée de fusionner avec les Gold Coast Chargers.